# Hemigaleus australiensis
Hemigaleus australiensis är en hajart som beskrevs av White, Last och Compagno 2005. Hemigaleus australiensis ingår i släktet Hemigaleus och familjen Hemigaleidae. IUCN kategoriserar arten globalt som livskraftig. Inga underarter finns listade i Catalogue of Life.